# Eudimorphodon
Eudimorphodon var en flyveøgle der blev opdaget i 1973 af Mario Pandolfi nær Bergamo i Italien, og beskrevet samme år af Rocco Zambelli. Det næsten komplette skelet er hentet fra lerskifer fra Sen Trias, hvilket gør Eudimorphodon til den ældste kendte pterosaur. Eudimorphodon havde et vingefang på omkring 100 cm, og ved enden af dens lange, benede hale, var der måske en diamant-formet flap som på den senere Rhamphorhynchus. Hvis dette er tilfældet, kunne denne flap måske have hjulpet Eudimorphodon med at manøvrere i luften. Eudimorphodon er kendt fra adskillige fossiler, inklusive juvenile individer.